# Blissus nanus
Blissus nanus är en insektsart som beskrevs av Barber 1937. Blissus nanus ingår i släktet Blissus och familjen Blissidae. Inga underarter finns listade i Catalogue of Life.